# Santuario de Santa Rosa de Lima
El Santuario de Santa Rosa de Lima es un templo religioso dedicado al culto católico de Santa Rosa de Lima. Se encuentra ubicado en la ciudad de Lima, capital del Perú. El templo forma parte del centro histórico de Lima, considerado desde 1991, como patrimonio de la humanidad por la Unesco.
Se le denominó como santuario porque en aquel lugar es donde nació y vivió Isabel Flores de Oliva, santa Rosa de Lima, ahora convertida en un hermoso conjunto religioso con templo y monasterio ubicado en la primera cuadra de la avenida Tacna. El santuario fue levantado en el año de 1728, junto a la casa donde nació santa Rosa de Lima, el 30 de abril de 1586, siendo sus padres Gaspar Flores, natural de España, hombre sencillo de pocos medios económicos que servía en la compañía de arcabuceros (eran la seguridad del virrey) y de María de Oliva, una dama criolla. Rosa fue bautizada con el nombre de Isabel Herrera el 15 de mayo de 1586 en la Iglesia de San Sebastián, donde también se bautizó san Martín de Porres.

## Historia

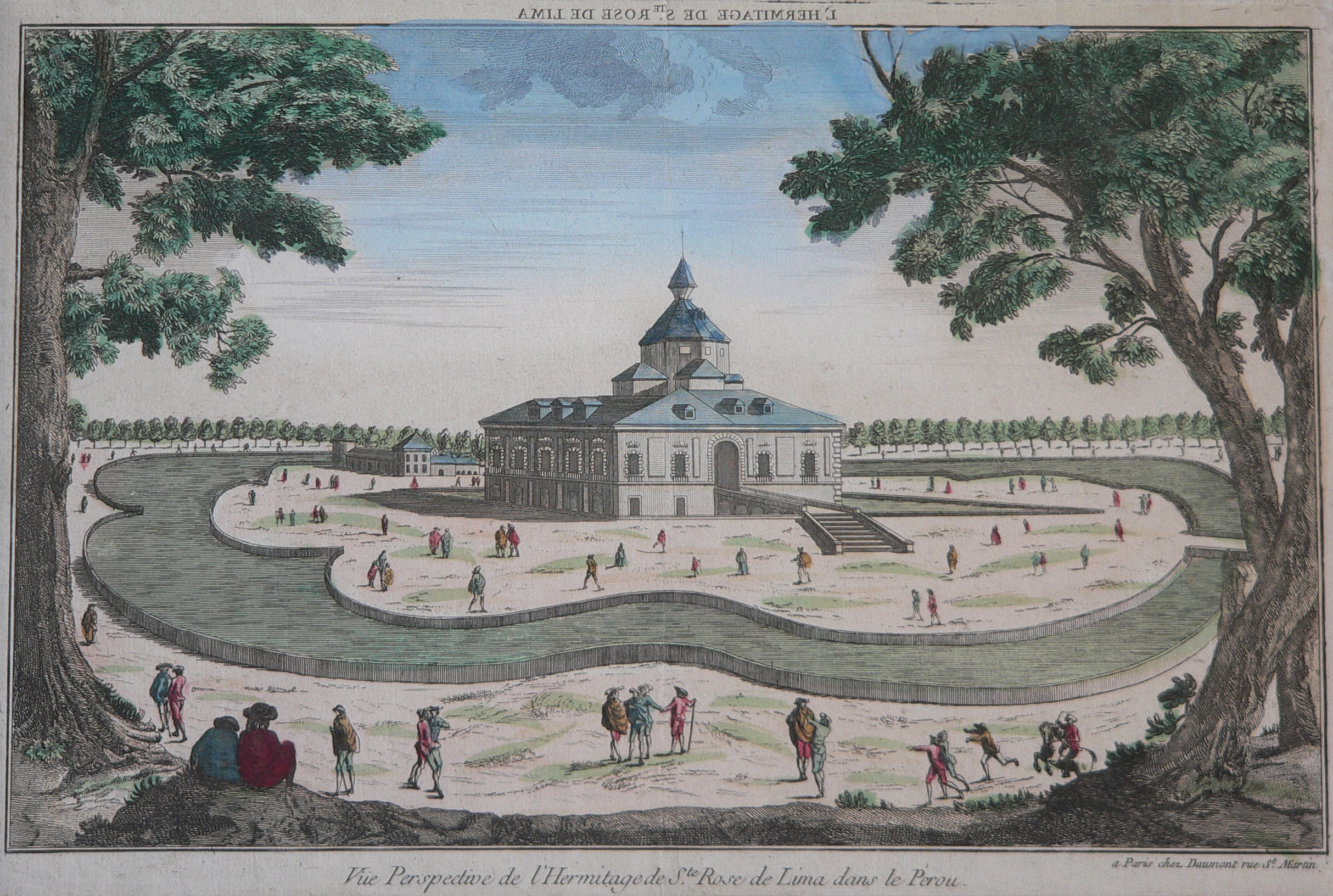
Ermita de Santa Rosa de Lima. Litografía francesa del.

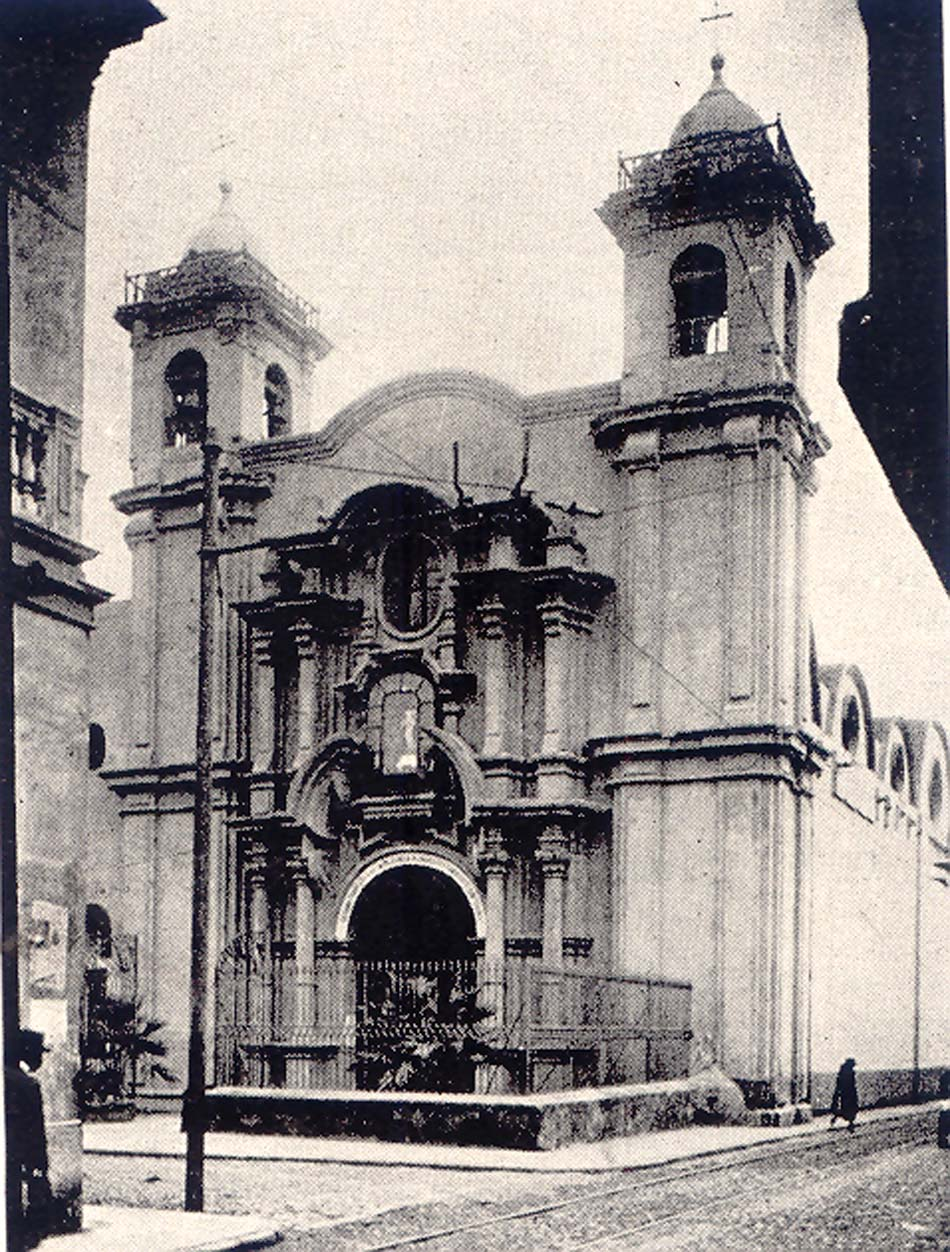
Antigua Iglesia de Santa Rosa de Lima que fuera parcialmente demolida para la construcción de la Avenida Tacna.

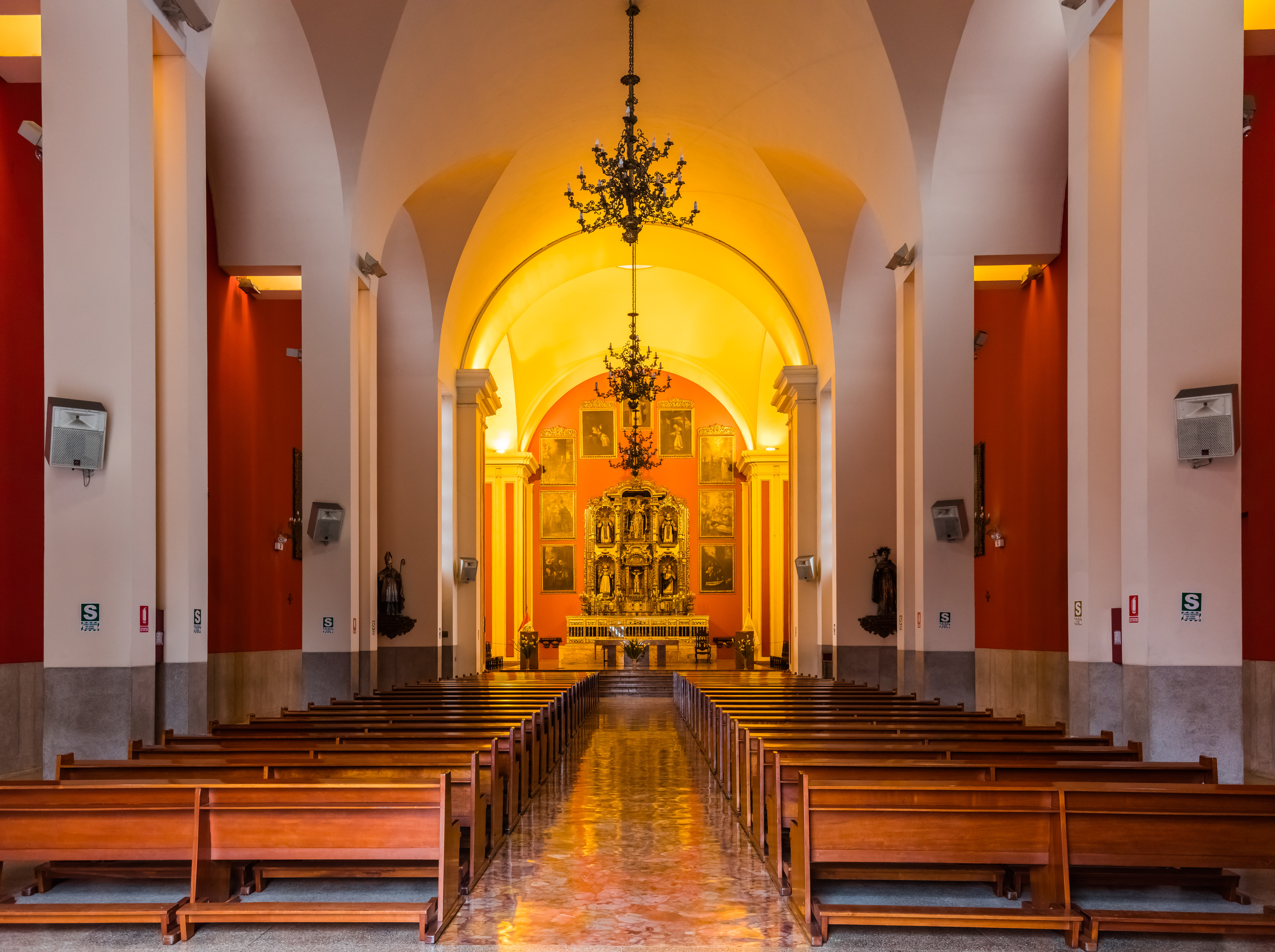
Interior del Santuario de Santa Rosa de Lima.

La unión Flores-Oliva, formó una familia de trece hijos. La historia cuenta que su madre le puso el nombre de Rosa por haber visto cierto día el rostro de la niña encendido como el de una Rosa. Pasado algunos años, cuando Rosa tuvo conocimiento de que le habían cambiado de nombre de pila se sintió mortificada y atormentada porque la llamaban con nombre que no era el de su bautizo; afligida y sin sosiego fue a su confidente la Virgen del Rosario en el convento de Santo Domingo y hecha un mar de lágrimas le contó su pena; la Virgen le manifestó entonces que el nombre de Rosa era muy agradable a su hijo que tenía en brazos y que, de allí en adelante, había de llamarse Rosa de Santa María. Regreso a su casa, después de haber confesado lo sucedido le pidió a su madre que la llamara por este nombre. Poco se sabe de ella entre los 12 y 16 años cuando vivió en el pueblo de Quives (provincia de Canta en el Departamento de Lima); en este lugar, en 1597, es confirmada por el arzobispo santo Toribio de Mogrovejo, quien motivado por una inspiración divina, en vez de llamarla por su nombre de pila la llamó Rosa como en una ocasión lo había hecho su madre. 
La santa estuvo en Quives durante cuatro años, hasta que volvió a Lima con toda su familia; e iniciando sus curaciones milagrosas y el contacto permanente con los pobres y enfermos. El 10 de agosto de 1606 recibe el hábito de la Orden de Predicadores como terciaria dominicana, en el Convento de Santo Domingo que lo llevaría hasta su muerte que ocurre el 24 de agosto de 1617 a los 31 años cuando las agujas del reloj marcaban la una de la madrugada. 
Se dice que en 1669 cuando el expediente de su beatificación fue presentado al papa Clemente IX, éste se levantó de su despacho y exclamó «¡Santa, y de las Indias... Ahora solo faltan que lluevan Rosas!», y rosas frescas y grandes llovieron sobre su escritorio. El 12 de abril de 1671, bajo la cúpula de San Pedro, Clemente X proclamó la santidad de Rosa y señaló al 30 de agosto como día de su celebración como patrona de toda América, Filipinas e Indias Occidentales. 
El 28 de octubre de 1687, los restos mortales de santa Rosa fueron colocados en el altar de la Basílica y convento de Santo Domingo, donde actualmente se venera, por manos del virrey Melchor de Navarra y Rocafull, y del arzobispo Melchor de Liñán y Cisneros. Como Gaspar Flores trabajara en la Guardia de Honor del Virrey, tuvo necesidad de alquilar una pequeña casa que se encuentra ubicada cerca de la casa de Pizarro, en este lugar la santa trabajaba 12 horas diarias para atender las necesidades de la familia que eran muy humildes. A partir del día de su muerte, el local comenzó a ser objeto de reuniones de la población con la finalidad de hacer oración y encomendarse a ella, motivo por el cual muchos de los devotos se comprometieron a cancelar el arriendo del inmueble. El 7 de febrero de 1669, Andrés de Villela, caballero de la Orden de Santiago y del Consejo de su Majestad, compró la casa, donándola luego a los religiosos del Convento con la finalidad que la convirtieran en Capilla y Santuario. Los fieles por respeto a la casa y huerto en que habitó santa Rosa, no se atrevieron a demolerla, tratando siempre de conservarla, aunque construyeron una Capilla en las habitaciones, respetando siempre el Jardín donde había crecido por primera vez en Lima los rosales conservaron también la Ermita, los adornos de las capilla fueron hechos con tapices damascos, brocados, llenaron las paredes con exvotos Ofrendas dedicadas a la divinidad en agradecimiento de un beneficio recibido, todos ellos fueron de oro y plata, lamentablemente en la actualidad no podemos admirarlos por motivo que fueron entregados mediante ley de recojo de plata cuando sucedieron las últimas guerras.
Vicente Guerrero Carbonell OP. Conocía de cerca la historia y algunas acciones de la Santa... Que aún los libros no han señalado y que se encuentran en algunos testimonios antiguos del confesor y amigos, en la causa de canonización.

## El Santuario
En el año 1728 se levantó el santuario, en terrenos del Hospital del Espíritu Santo, siendo la primera Iglesia dedicada a Santa Rosa aún antes de su canonización. Parte de la iglesia fue demolida perdiendo cerca de un tercio de su estructura, incluyendo su portada barroca, como parte final de los trabajos para la creación de la Avenida Tacna en el siglo XX, siendo su plazoleta absorbida por la misma. Luego se iniciaría la construcción de una nueva iglesia, incorporando la estructura que había sobrevivido a la demolición (el presbiterio, falso crucero y parte de la nave) como transepto del nuevo templo y replicándose, aunque con ciertas diferencias, la portada original. La iglesia aún conserva intacto su retablo mayor, actualmente a un lado de la misma.
Ahora totalmente remodelada esta hermosa casona presenta testimonios y recuerdos vivos de la primera santa de América, se encuentra aquí la habitación donde pasó los años de su juventud, esta presenta un altar y dos pinturas del siglo XVII, una de ellas presenta el rostro de santa Rosa que fue pintada pos-mortem por el artista italiano Angelino Medoro, con quien eran buenos amigos; en la parte central se encuentra la primera imagen de santa Rosa hecha aproximadamente en 1670, tallada en madera de cerezo, cuenta la historia que cuando los piratas ingleses amenazaron con invadir Lima, esta fue la imagen que defendió a la ciudad encabezando una procesión. También encontramos una habitación que estaba destinada a la enfermería donde la Santa curaba a los enfermos, en el centro de la sala se encuentra un niño Dios conocido como El Doctorcito, a quién recurría en consulta para cuando tenía que atender casos graves. Entre relicarios, Biblia y vestidos de sacerdotes de la colonia se encuentra la imagen de Santa Rosa, pintada en madera que Miguel Grau llevó en el Huáscar.
Muere el 24 de agosto de 1617 a los 31 años de edad.

## Galería

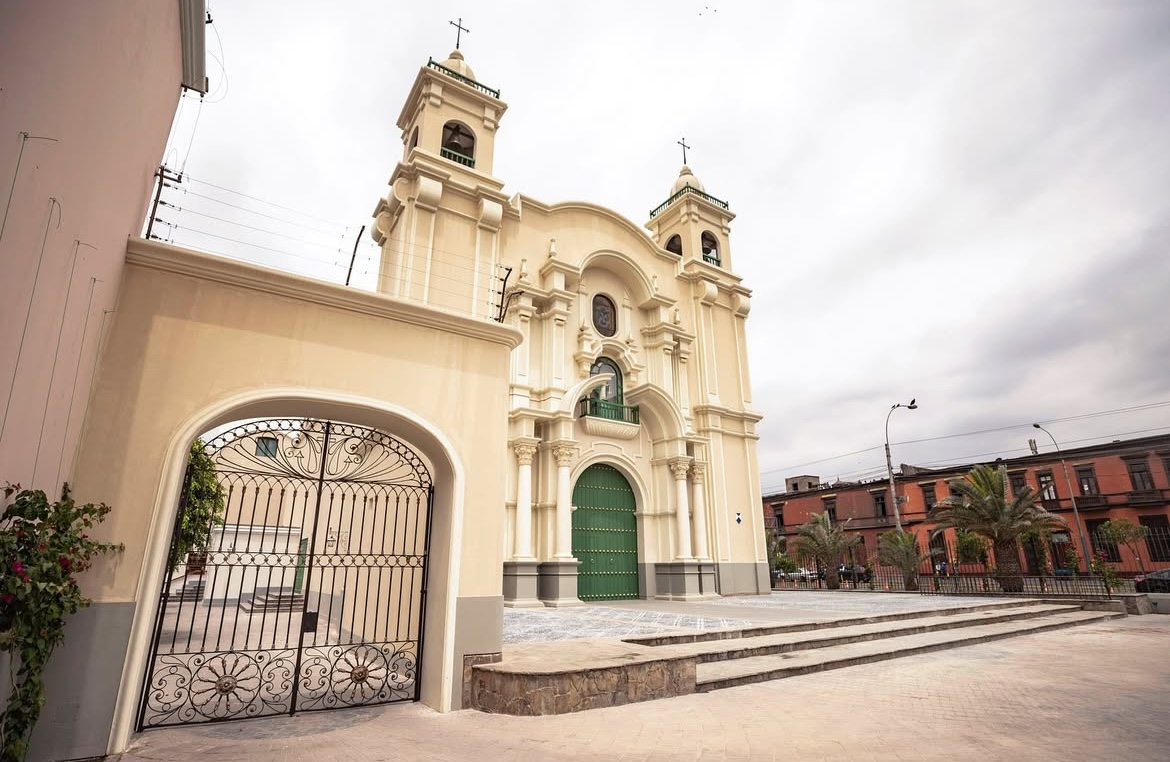
Fachada del santuario
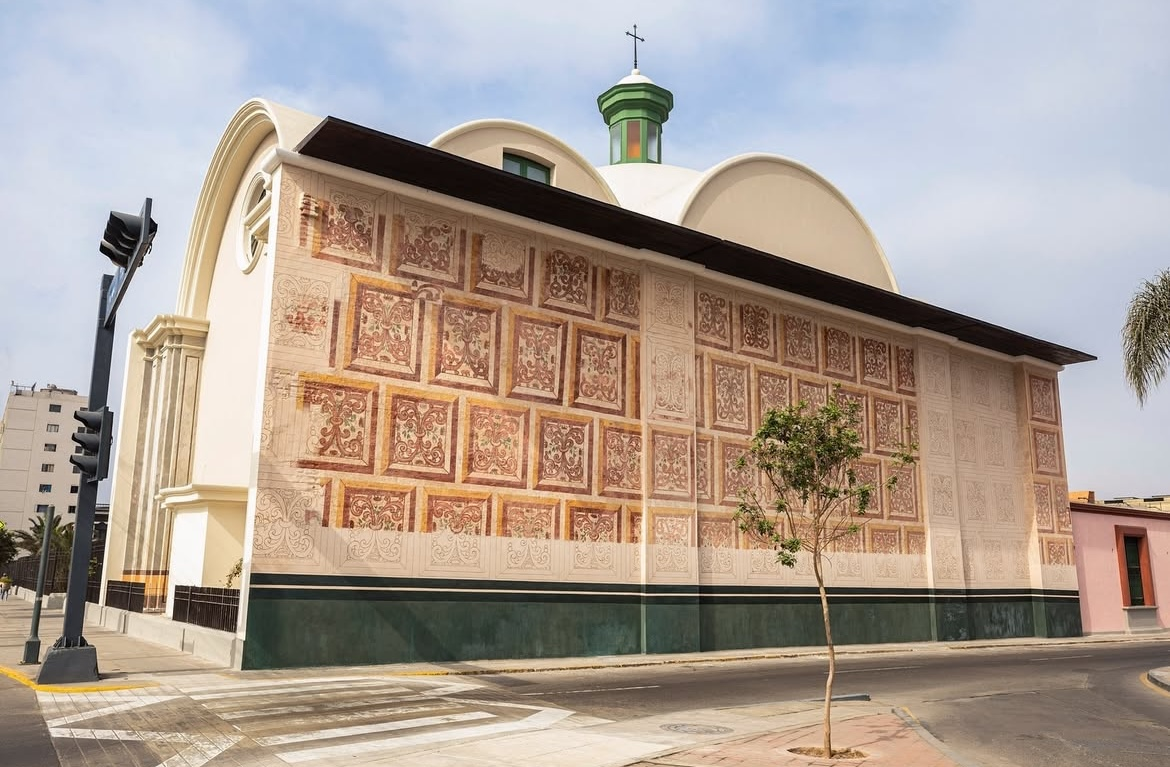
Vista lateral de uno de los muros del santuario
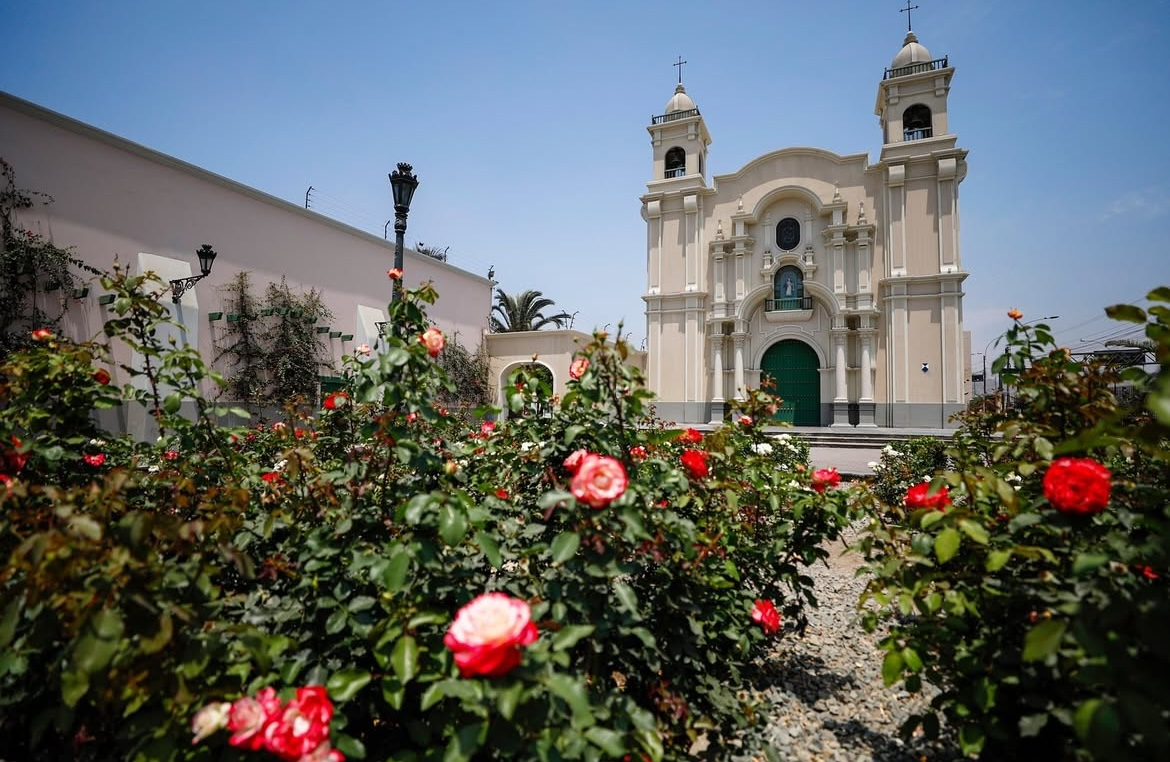
Vista desde el jardin de rosas ubicado frente a la fachada
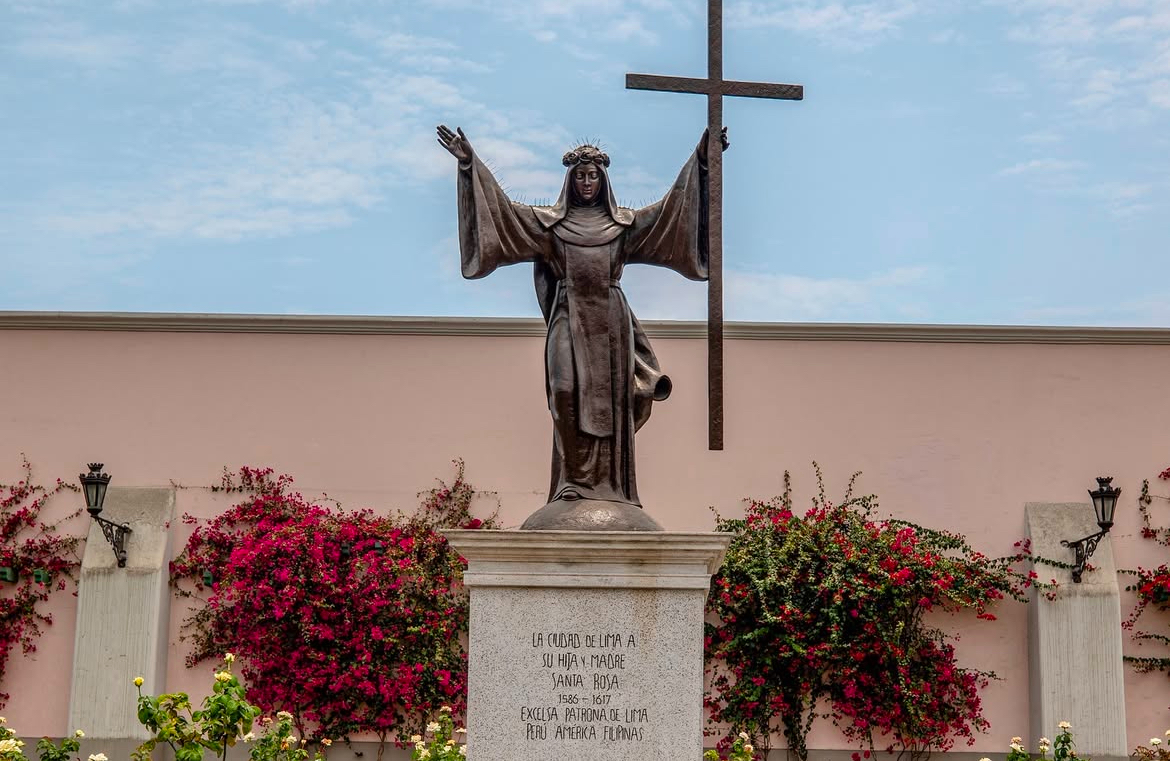
Estatua de Santa Rosa dentro del Santuario
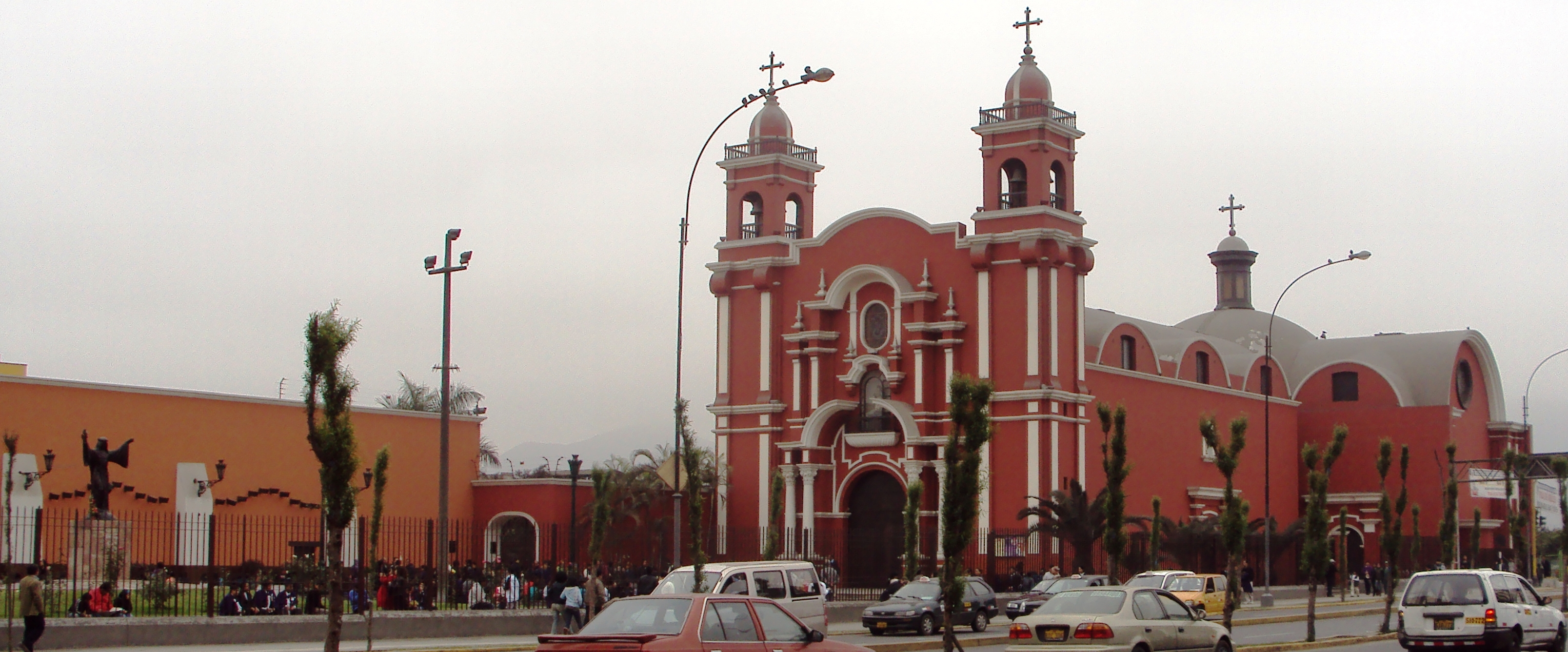
Fachada del santuario antes de su restauración en 2021
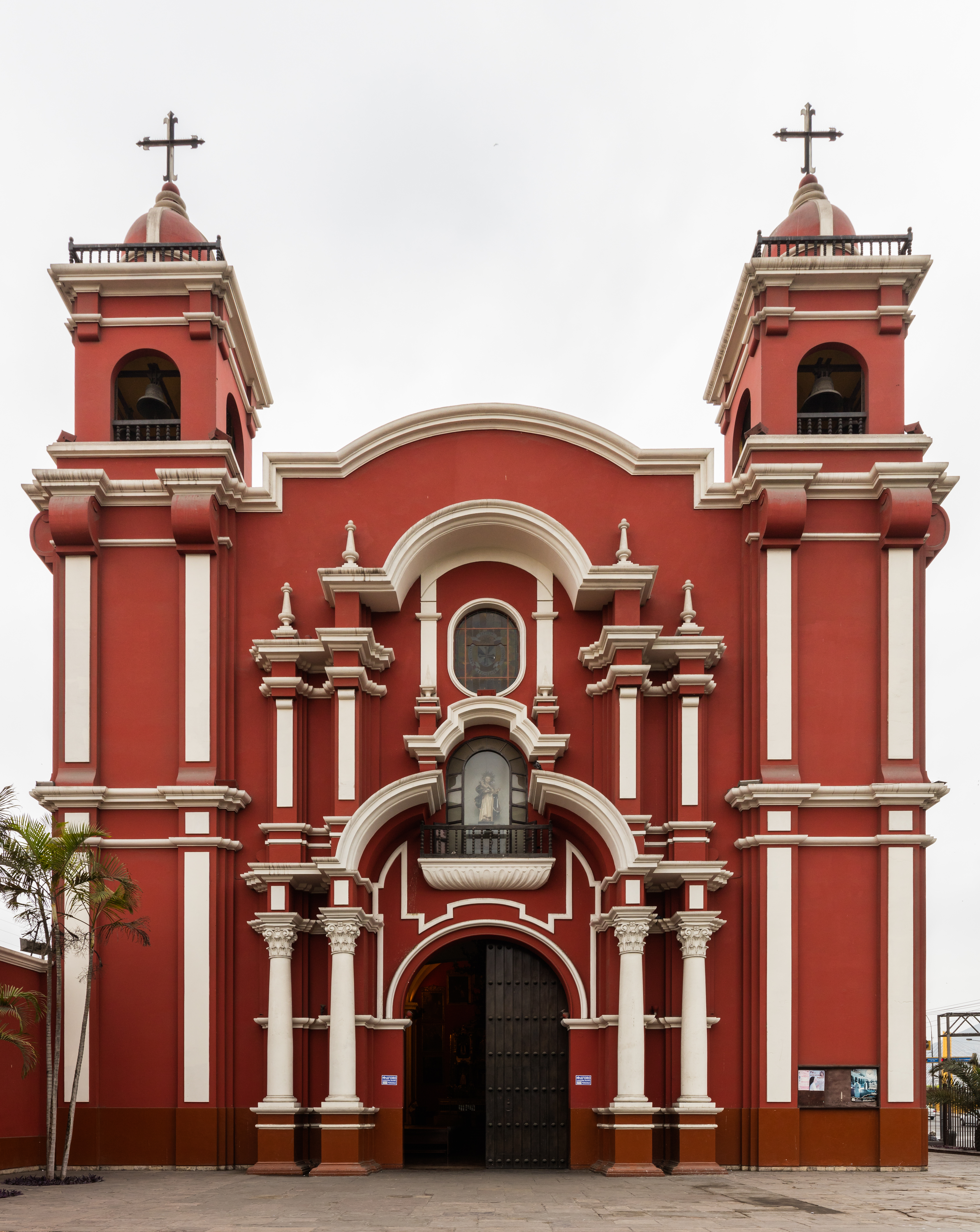
Fachada del santuario antes de su restauración en 2021
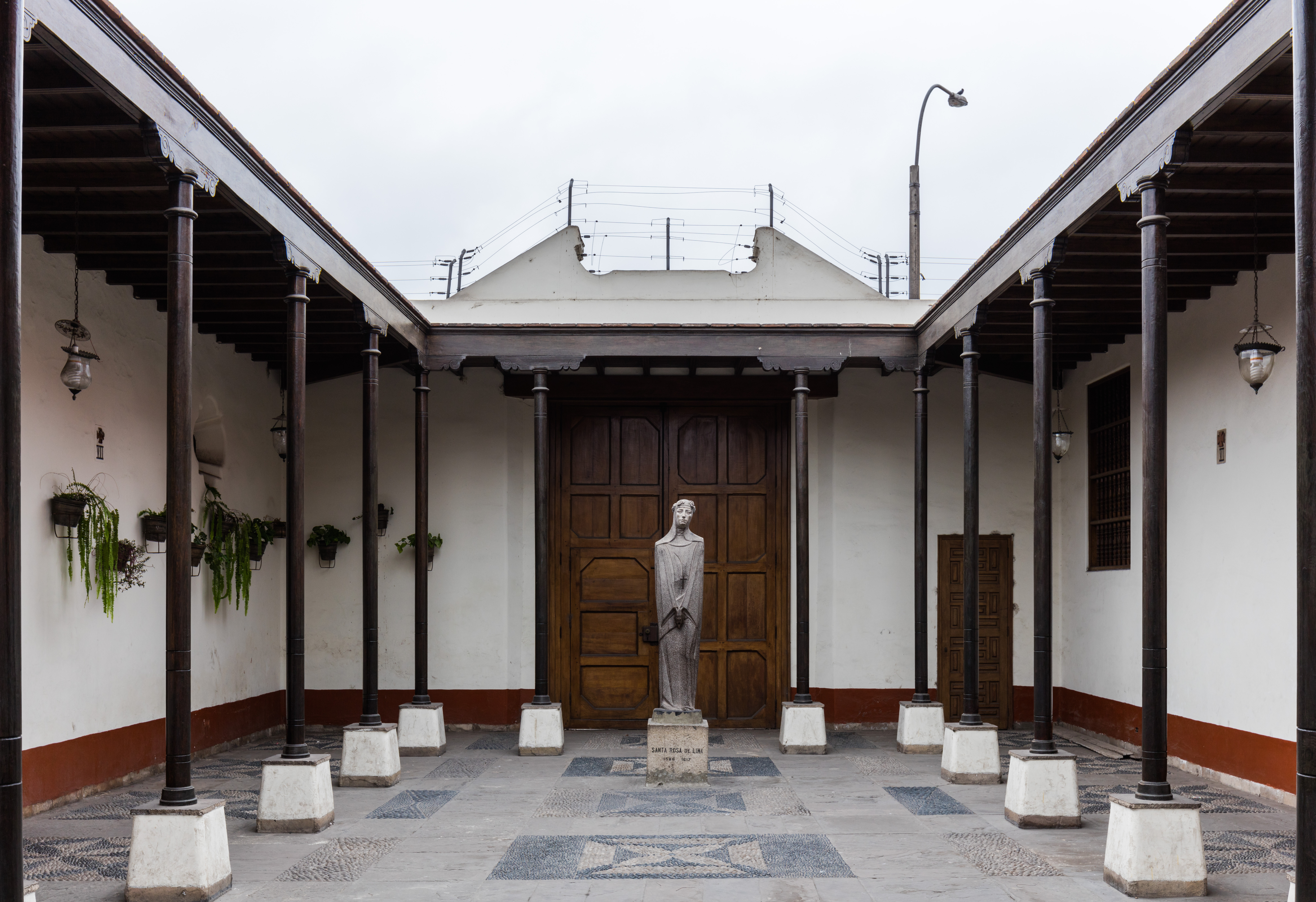
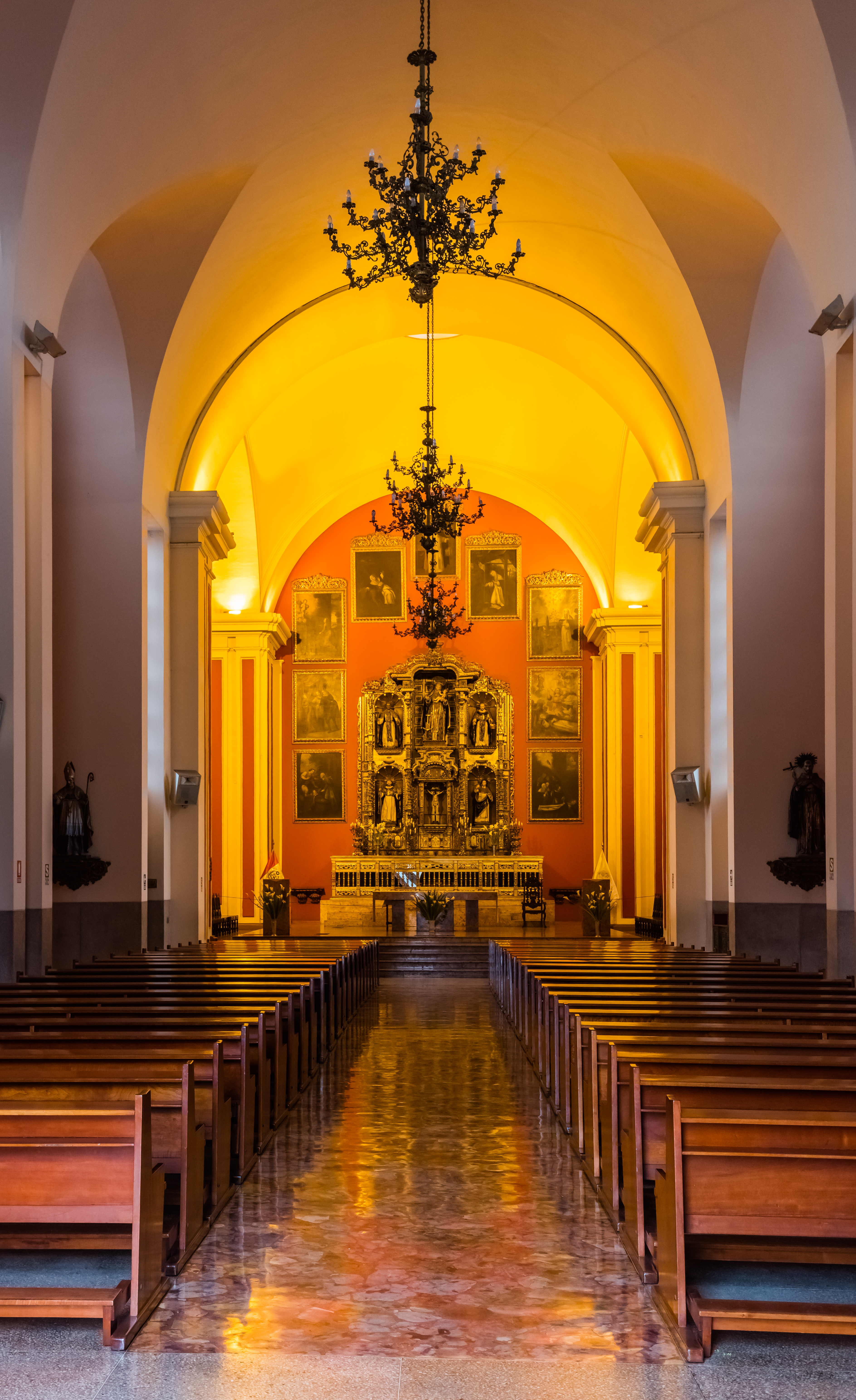
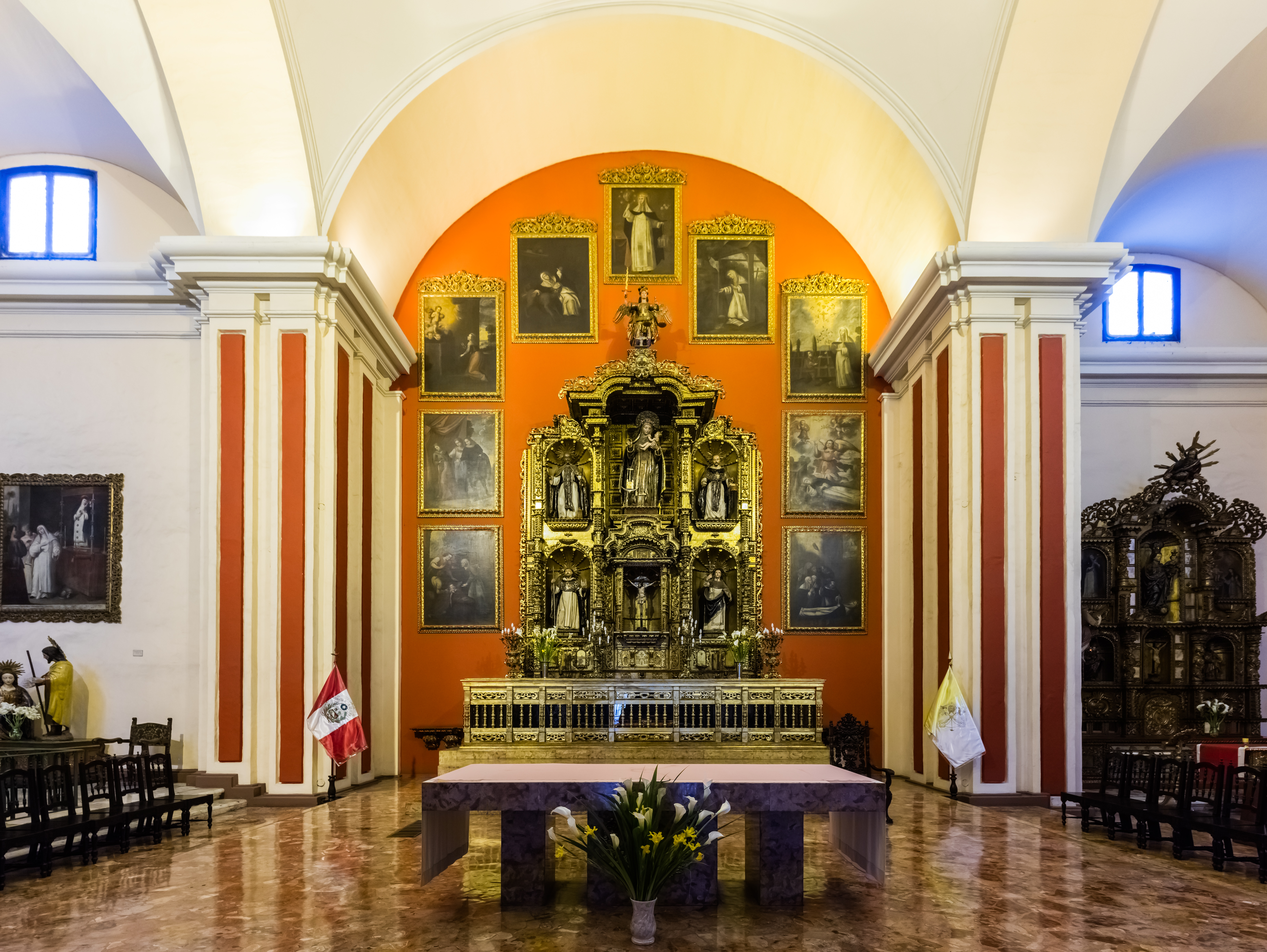